# Leonardo Lavalle
Leonardo Lavalle (n. 14 de julio de 1967 en Ciudad de México) es un exjugador de tenis y comentarista mexicano. En su carrera conquistó un título de sencillos (Tel Aviv, 1991) y cinco de dobles. Alcanzó el lugar 51 de la clasificación mundial en sencillos en 1986 y el lugar 23 en dobles en 1992.

## Torneos de Grand Slam

### Finalista en dobles (1)
| Año  | Torneo    | Pareja       | Oponentes en la final         | Resultado          |
| 1991 | Wimbledon | Javier Frana | Anders Jarryd John Fitzgerald | 3-6 4-6 7-6(7) 1-6 |